# Festival de Eurovisión de Jóvenes Bailarines 2001
La IX edición del Festival de Eurovisión de Jóvenes Bailarines se celebró en el Teatro Linbury Studio, que se encuentra dentro de la Royal Opera House en Londres (Reino Unido) el 23 de junio de 2001.
Esta es la primera edición en la que España no participa debido a que TVE decidió retirarse y desde entonces, España no ha vuelto a participar. Pero de momento, mantiene el récord de ser el único país que ha ganado más de una vez el certamen y el único que lo ha conseguido durante 4 ediciones consecutivas. Con 5 victorias, es en la actualidad el mejor país de la historia del certamen.

## Participantes y Clasificación
| Posición | País y TV          | Representante                       |
| -------- | ------------------ | ----------------------------------- |
| 1        | Polonia TVP        | Dawid Kupinski & Marcin Kupinski    |
| 2        | Bélgica VRT / RTBF | Jeroen Verbruggen                   |
| 3        | Países Bajos NOS   | Maartje Hermans & Golan Yosef       |
| -        | Chipre CyBC        | Marina Kyriakidou                   |
| -        | Estonia ETV        | Sergei Upkin                        |
| -        | Finlandia YLE      | Johanna Nuutinen                    |
| -        | Alemania ZDF       | Thiago Bordin                       |
| -        | Grecia ERT         | Olga Tsimourta & Tina Nasika        |
| -        | Suecia SVT         | Johan Thelander & Elizaveta Penkóva |
| -        | Reino Unido BBC    | Jamie Bond                          |

## Predecesor y sucesor
| Predecesor: Lyon 1999 | Festival de Eurovisión de Jóvenes Bailarines Londres 2001 | Sucesor: Ámsterdam 2003 |